# Visingsöleden
Visingsöleden är en kommunägd avgiftsbelagd färjeled, som drivs Trafikverket Färjerederiet. Färjan trafikerar sträckan mellan Gränna hamn och Visingsö hamn i Jönköpings kommun, vilken är 6,2 kilometer lång. Överfartstiden är omkring 30 minuter.
Färjeleden drivs sedan 1 januari 2012 av Trafikverket Färjerederiet på uppdrag av Jönköpings kommun. Kommunen, före 1971 Visingsö landskommun, hade då själva drivit trafiken sedan 1960. 
Färjan M/S Braheborg började trafikera leden 2014.
Trafiken bedrevs tidigare med de två bilfärjorna Ebba Brahe och Christina Brahe, vilka tar 22 respektive 14 personbilar.
 Under sommarhalvåret trafikerades leden tidigare även av passagerarfartyget M/S Madame Tingley. 

## Bildgalleri

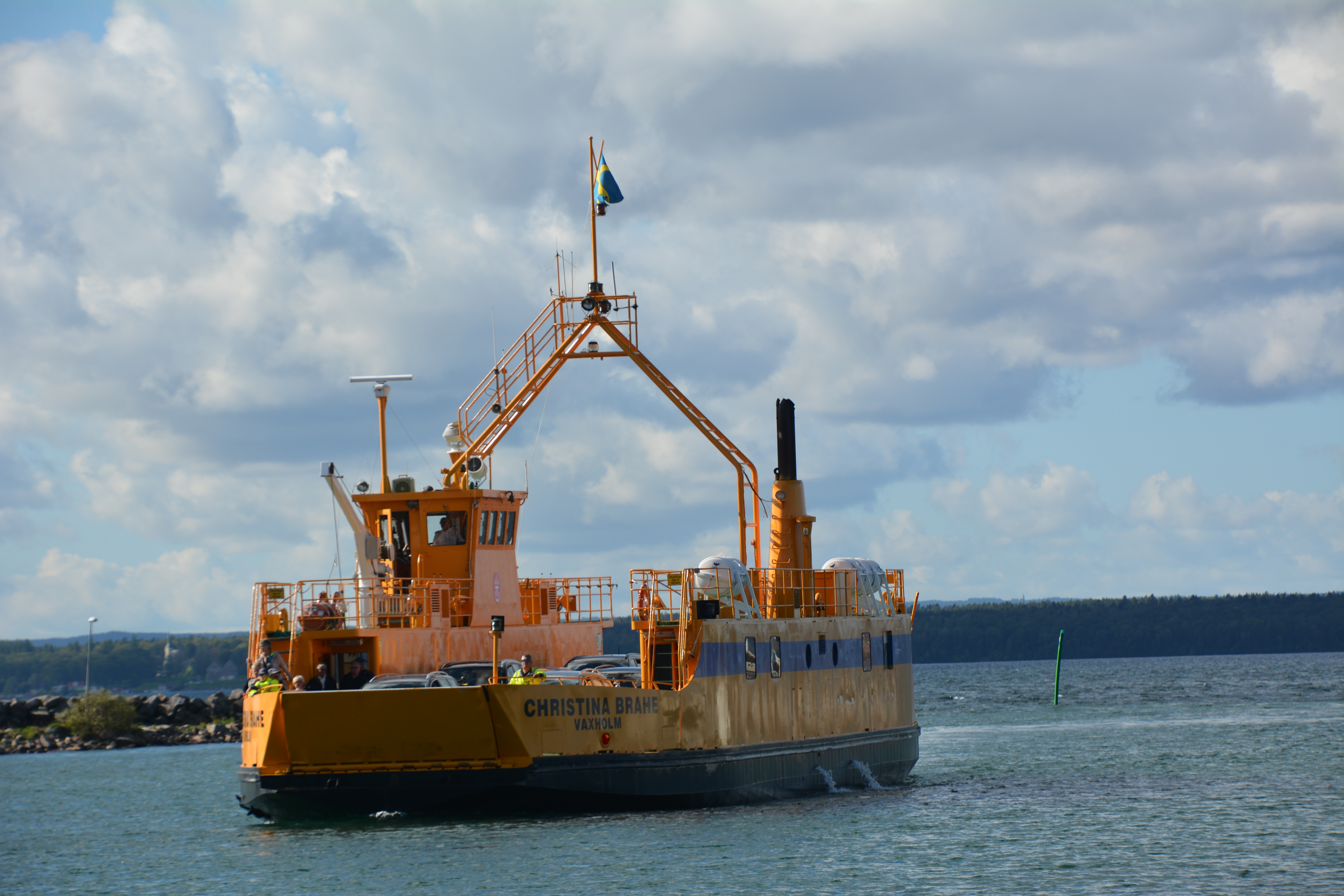
M/S Cristina Brahe i Gränna hamn
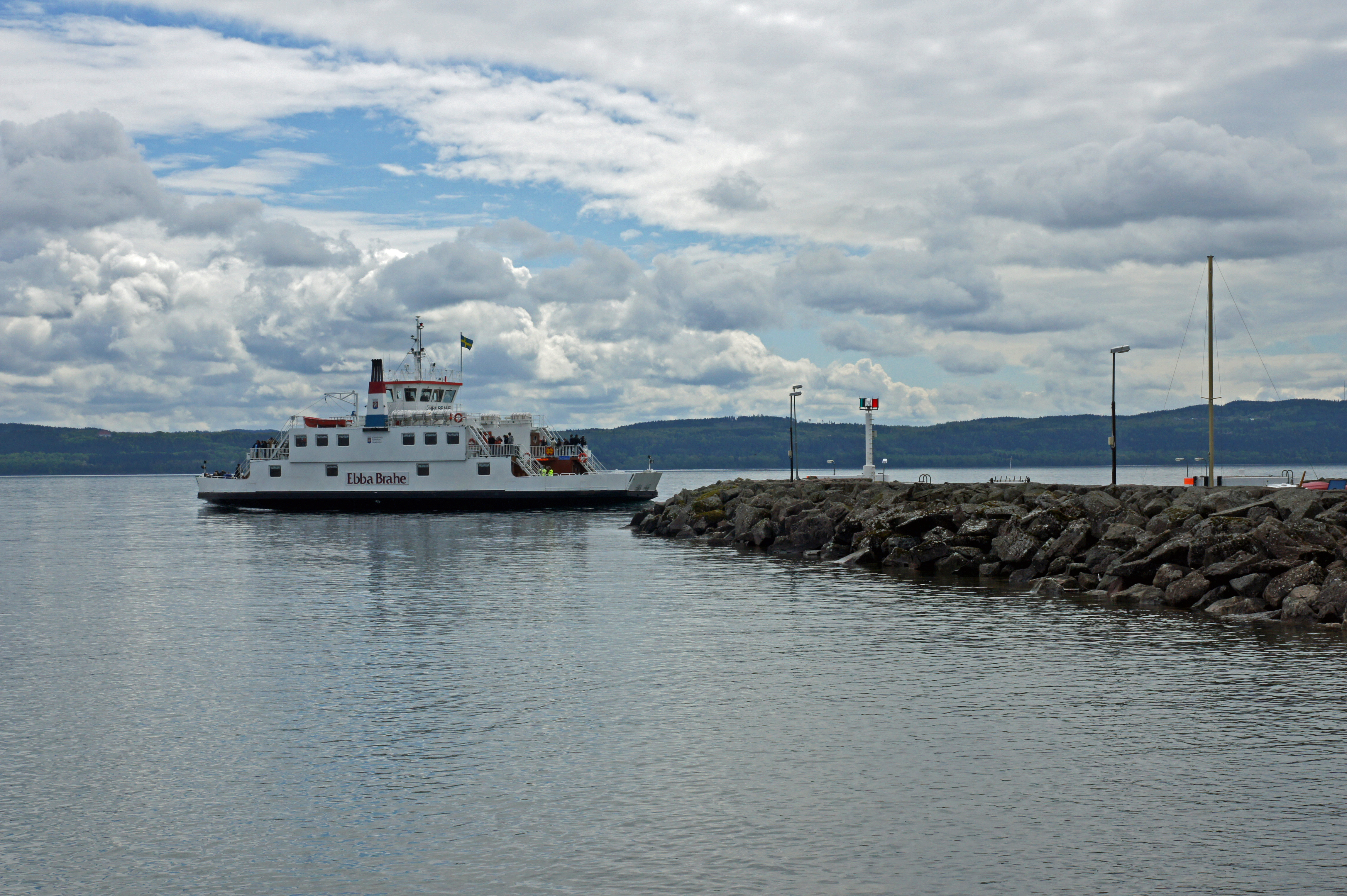
M/S Ebba Brahe på väg in i Visingsö hamn
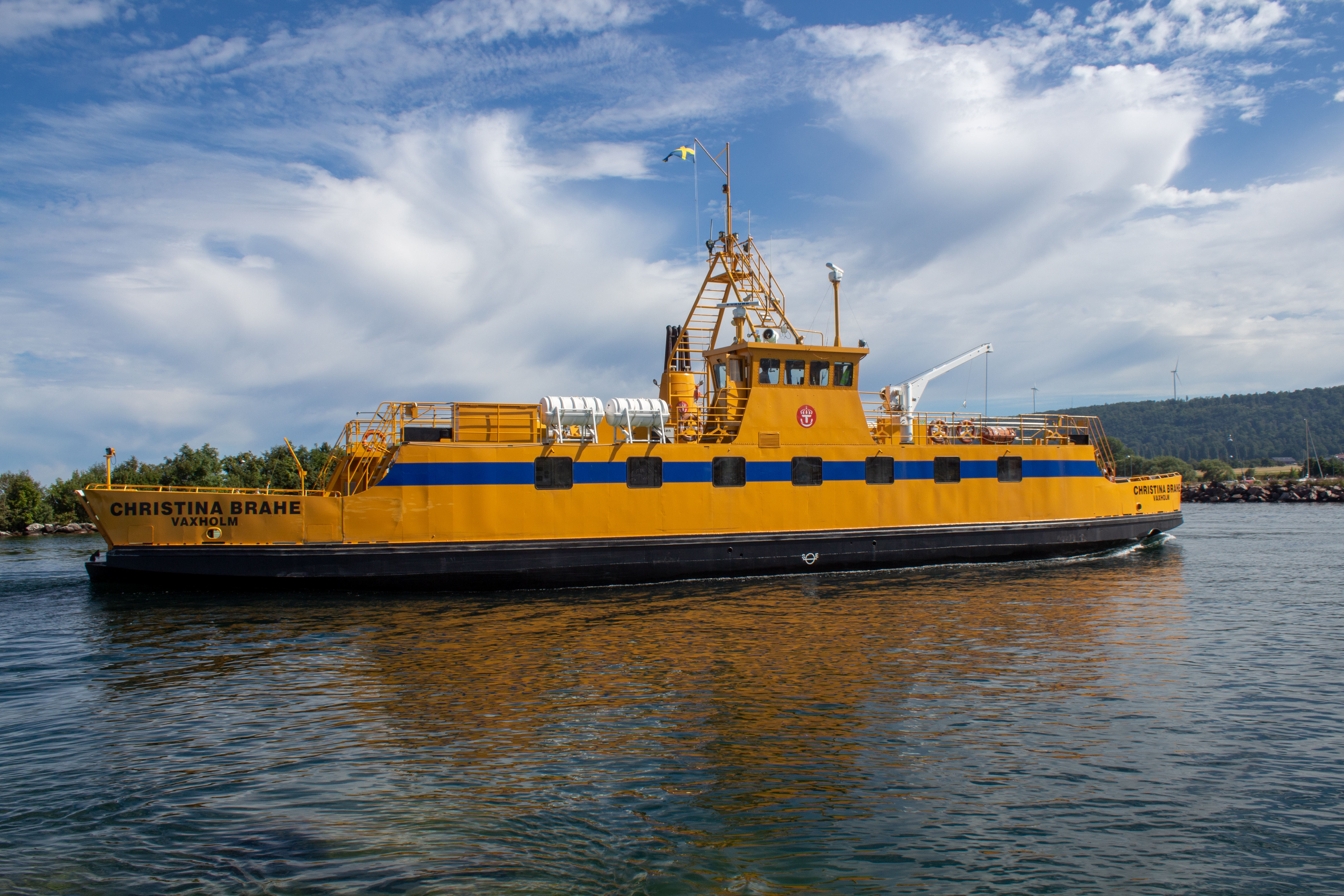
M/S Christina Brahe i Gränna hamn
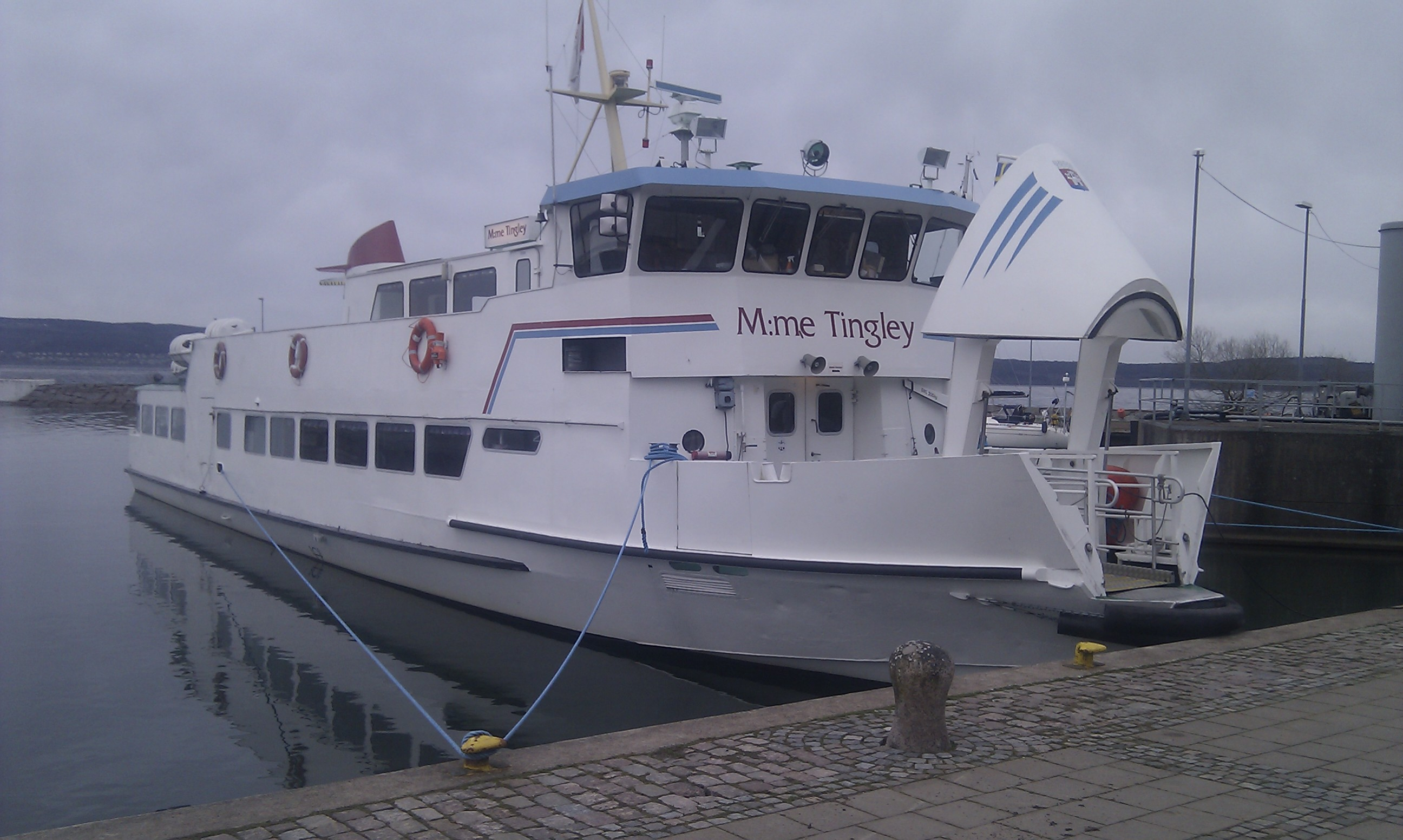
Passagerarfartyget Madame Tingley
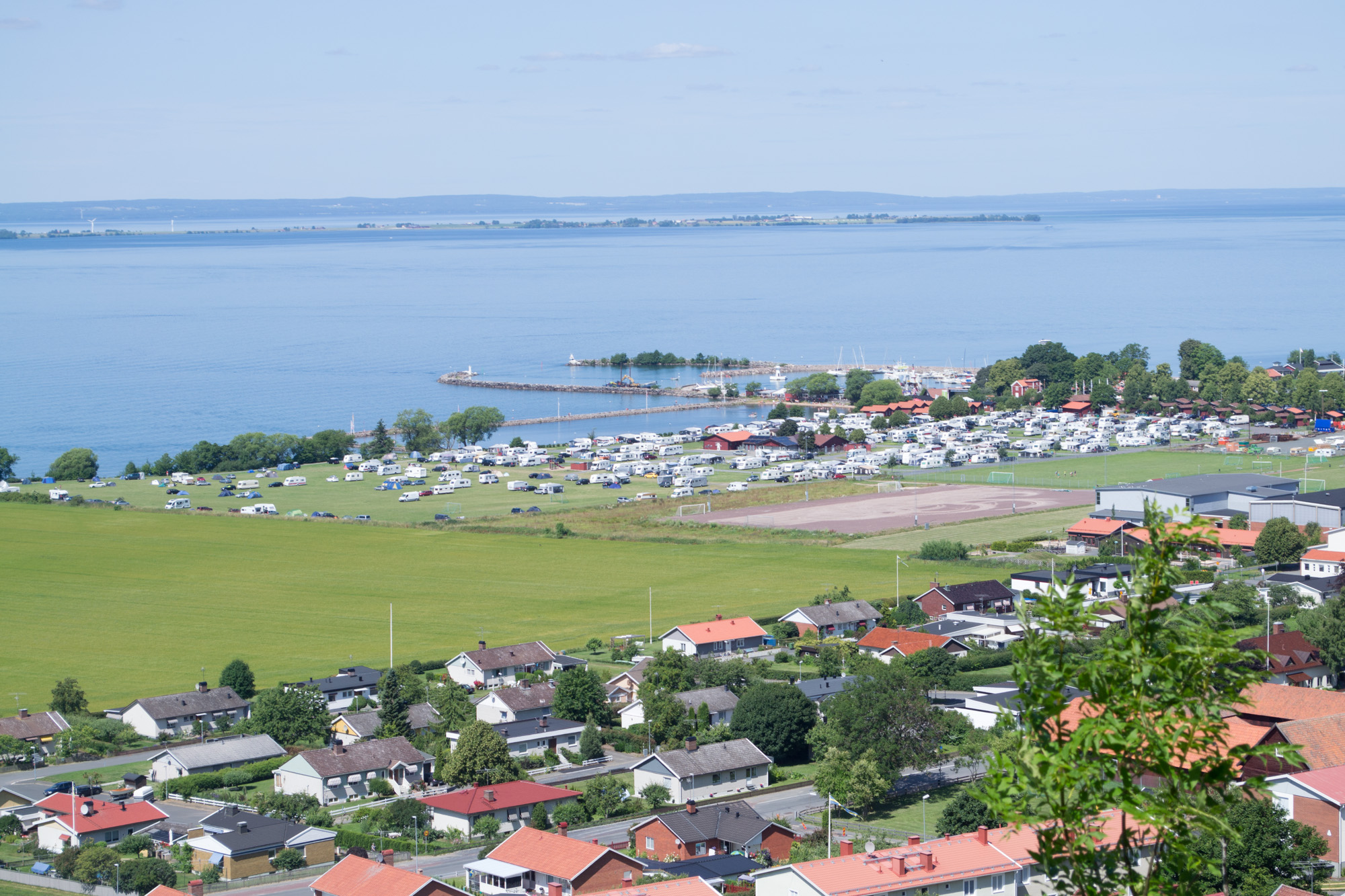
Gränna hamn